# Bertrand De Decker
Bertrand De Decker (Stekene, 4 augustus 1944) is een voormalige Belgische atleet, die gespecialiseerd was in het kogelstoten en het discuswerpen. Hij veroverde op twee onderdelen acht Belgische titels.

## Biografie
De Decker veroverde tussen 1964 en 1971 vijf Belgische titels in het kogelstoten en drie in het discuswerpen.
In 1968 verbeterde hij met 17,26 m het Belgisch record kogelstoten van Edouard Szostak en bracht hij het in 1970 naar 17,80. In 1965 verbeterde hij met 51,15 het Belgisch record discuswerpen van Edouard Szostak naar 51,22 en in 1966 naar 51,70. In 1968 bracht hij het ten slotte naar 54,38.

### Clubs
De Decker was aangesloten bij Sint-Niklase SK en daarna bij AC Waasland.

## Belgische kampioenschappen
| Onderdeel    | Jaar                         |
| ------------ | ---------------------------- |
| kogelstoten  | 1965, 1967, 1968, 1970, 1971 |
| discuswerpen | 1964, 1967, 1968             |

## Persoonlijke records
| Onderdeel    | Prestatie              | Datum         | Plaats       |
| ------------ | ---------------------- | ------------- | ------------ |
| kogelstoten  | 17,80 m                | 25 april 1970 | Gent         |
| discuswerpen | 54,38 m (ex-nat. rec.) | 23 juni 1968  | Sint-Niklaas |

## Palmares

### kogelstoten
- 1965:  BK AC – 16,51 m
- 1967:  BK AC – 16,24 m
- 1968:  BK AC – 16,51 m
- 1970:  BK AC – 16,76 m
- 1971:  BK AC – 17,10 m
- 1982:  BK AC – 15,44 m

### discuswerpen
- 1964:  BK AC – 45,37 m
- 1967:  BK AC – 49,18 m
- 1968:  BK AC – 51,06 m
- 1982:  BK AC – 48,88 m